# Roadbook
Un roadbook è un libro di diagrammi usati tradizionalmente nei rally dai co-piloti per attraversare terreni o piste a loro sconosciuti. Di solito, il roadbook consiste in alcune pagine di diagrammi a tulipano, coordinate GPS ed istruzioni scritte per assistere la navigazione.